# Lista de copríncipes de Andorra

Brasão de armas do Principado de Andorra.

Os copríncipes de Andorra representam a chefia de Estado independente do Principado de Andorra, segundo estabelece sua Constituição aprovada em 14 de março de 1993 e promulgada em 28 de abril do mesmo ano. Esta representação divide-se em igualdade e a título pessoal, entre o Bispo de Urgel e o presidente da República francesa.

## História
A origem da figura dos copríncipes se remonta ao século XI, quando se estabeleceu um princípio de reparto feudatário entre dois vassalos do conde de Urgel: o Bispo de Urgell e o conde de Caboet. Quando este último passou a ser uma posse do visconde de Castelbo, o reparto transmitiu-se em iguais condições no ano 1186. Posteriormente, os de Castelbo integraram-se no Condado de Foix dando continuidade a uma nova transmissão em 1226.
Os tratados, segundo o código feudal de Pareatges de 1278 e 1288, puseram fim a um período de disputas e confirmaram as prerrogativas de ambos senhorios entre o abade Pere de Urtx e o conde Roger Bernardo III de Foix.
O abadiado de Urgell permaneceu sob a tutela do condado de Barcelona e a coroa de Aragão mais tarde integrada na coroa espanhola, sendo que o condado de Foix passou em 1479 a ser possessão dos territórios béarneses do Reino de Navarra, também chamados de Baixa Navarra, dando origem a uma série de transmissões do título dentro do âmbito francês.
É por então que o senhorio dividido adquire o nome de coprincipado.

### Transmissões do coprincipado francês
A Baixa Navarra integrou-se ao Reino da França em 1589 com a chegada ao trono de Henrique IV, momento a partir do qual os reis sucessivos também titularam-se de France et de Navarre. 
Luís XIII decidiu em 1620 unir o título de rei de Navarra e seus direitos transmitidos de coprincipado de Andorra, na coroa da França. 
Após a revolução francesa de 1789, a I República renunciou ao coprincipado até que em 1806 o imperador Napoleão Bonaparte voltou a exercer o papel de copríncipe, considerando que o decreto real de 1620 havia transmitido a parte da soberania francesa de Andorra ao estado francês, qualquer que fora sua forma de regime. 
Seguindo este princípio, os atuais presidentes da república francesa são copríncipes de Andorra.
A Constituição andorrana de 1993 adotou esta forma tradicional de representação.

### Constituição
A figura do Coprincipado está redigida no Título III, dos artigos 43 ao 49 da Constituição do Principado de Andorra de 1993.
Segundo a Constituição, os copríncipes são a representação suprema do Estado e simbolizam a continuidade, independência e espírito de equilíbrio nas relações com os estados vizinhos da França e Espanha, desde a tradição medieval dos acordos de Pareatge.
Os copríncipes arbitram e moderam as instituições e poderes públicos mas sua responsabilidade política é transmitida às figuras do Chefe de Governo ou a do Síndico Geral, que cofirmam seus documentos, têm libertade para designar membros ao Conselho Superior de Justiça e ao Tribunal Constitucional. Por sua parte o copríncipe episcopal só tem um papel de consulta pois seus próprios atributos eclesiais impedem sua participação em atividades políticas e de governo.

## Lista de copríncipes de Andorra
Esta é uma lista de copríncipes de Andorra.
| Copríncipe episcopal                     | Copríncipe francês                                                                     | Período de Mandato                |
| Bispo de Urgel                           | Conde de Foix                                                                          |                                   |
| ---------------------------------------- | -------------------------------------------------------------------------------------- | --------------------------------- |
| Pere de Urtx                             |                                                                                        | 1269- 1278-1293                   |
|                                          | Roger Bernardo III de Foix, conde de Foix e visconde de Castelbon                      | 1278-1302                         |
| Guillem de Montcada                      |                                                                                        | 1295-1308                         |
|                                          | Gastão I , conde de Foix, visconde de Bearn e de Castelbon                             | 1302-1315                         |
| Ramon Trebaylla                          |                                                                                        | 1309-1326                         |
|                                          | Gastão II, conde de Foix, visconde de Bearn e de Castelbon                             | 1315-1343                         |
| Arnau de Llordá                          |                                                                                        | 1326-1341                         |
| Pere de Narbona                          |                                                                                        | 1341-1347                         |
|                                          | Gastão III Febus, conde de Foix, visconde de Bearn e de Castelbon                      | 1343-1391                         |
| Nicolau Capoci                           |                                                                                        | 1348-1351                         |
| Hug Desbach                              |                                                                                        | 1351-1361                         |
| Guillem Arnau de Patau                   |                                                                                        | 1362-1364                         |
| Pere de Luna                             |                                                                                        | 1365-1370                         |
| Berenguer d'Erill i de Pallars           |                                                                                        | 1371-1388                         |
| Galceran de Vilanova                     |                                                                                        | 1388-1415                         |
|                                          | Mateus I, conde de Foix, visconde de Bearn e de Castelbon                              | 1391-1396                         |
|                                          | Andorra integrada no Reino de Aragão                                                   | 1396                              |
|                                          | Mateus I                                                                               | 1396-1398                         |
|                                          | Isabel I, condessa de Foix, viscondessa de Bearn                                       | 1398-1413                         |
|                                          | Casa de Grailly                                                                        |                                   |
|                                          | Arquibaldo I                                                                           | 1398-1413                         |
|                                          | João I, conde de Foix, visconde de Bearn                                               | 1413-1436                         |
| Françasc de Tovia                        |                                                                                        | 1416-1436                         |
|                                          | Gastão IV, conde de Foix, visconde de Bearn                                            | 1436-1472                         |
| Arnau Roger de Pallars                   |                                                                                        | 1437-1461                         |
| Jaume de Cardona i de Gandia             |                                                                                        | 1462-1466                         |
| Roderic de Borja i Escriva`              |                                                                                        | 1467-1472                         |
|                                          | Francisco I de Foix, conde de Foix, visconde de Bearn                                  | 1472-1483                         |
| Pere de Cardona                          |                                                                                        | 1472-1515                         |
|                                          | Catarina I                                                                             | 1483-1512                         |
|                                          | Andorra integrada no Reino de Aragão                                                   | 1512-1513                         |
|                                          | Catarina I, rainha da Baixa Navarra, condessa de Foix, viscondessa de Bearn.           | 1512-1517                         |
|                                          | Condes de Albret                                                                       |                                   |
|                                          | João II (1483-)                                                                        | 1512-1516                         |
| Joan Despés                              |                                                                                        | 1515-1530                         |
|                                          | Henrique II de Navarra, Rei da Baixa Navarra, conde de Foix, visconde de Bearn         | 1516-1555                         |
| Pere Jordà d'Urríes                      |                                                                                        | 1532-1533                         |
| Françasc d'Urríes                        |                                                                                        | 1534-1551                         |
| Miquel Despuig                           |                                                                                        | 1552-1556                         |
|                                          | Juana de Albret, rainha de Baixa Navarra, condessa de Foix, viscondessa de Bearn       | 1555-1572 (com Antonio de Borbón) |
|                                          | Dinastia Capeto-Borbón                                                                 |                                   |
|                                          | Antonio de Borbón                                                                      | 1555-1562 (com Juana de Albret)   |
| Juan Pérez García de Oliván              |                                                                                        | 1556-1560                         |
| Pere de Castellet                        |                                                                                        | 1561-1571                         |
|                                          | Henrique IV de França, Rei de França e Baixa Navarra, conde de Foix, visconde de Bearn | 1562-1610                         |
| Joan Dimas Loris                         |                                                                                        | 1572-1576                         |
| Miquel Jeroni Morell                     |                                                                                        | 1577-1579                         |
| Hug Ambrós de Montcada                   |                                                                                        | 1580-1586                         |
| Andreu Capella                           |                                                                                        | 1587-1609                         |
| Bernat de Salbà i de Salbà               |                                                                                        | 1610-1620                         |
|                                          | Luís XIII, Rei de França (integra Baixa Navarra em 1620)                               | 1610-1643                         |
| Luís Díes Aux de Armendáriz              |                                                                                        | 1621-1627                         |
| Antonio Pérez                            |                                                                                        | 1627-1633                         |
| Pau Duran                                |                                                                                        | 1634-1651                         |
|                                          | Luís XIV, Rei de França                                                                | 1643-1715                         |
| Joan Manuel de Espinosa                  |                                                                                        | 1655-1663                         |
| Melcior Palau i Boscà                    |                                                                                        | 1664-1670                         |
| Pere de Copons i de Teixidor             |                                                                                        | 1671-1681                         |
| Joan Desbach Martorell                   |                                                                                        | 1682-1688                         |
| Oleguer de Montserrat Rufet              |                                                                                        | 1689-1694                         |
| Julià Cano Thebar                        |                                                                                        | 1695-1714                         |
| Simeó de Guinda y Apeztegui              |                                                                                        | 1714-1737                         |
|                                          | Luís XV, Rei de França                                                                 | 1715-1774                         |
| Jordi Curado y Torreblanca               |                                                                                        | 1738-1747                         |
| Sebastià de Victoria Emparán y Loyola    |                                                                                        | 1747-1756                         |
| Françasc Josep Catalán de Ocón           |                                                                                        | 1757-1762                         |
| Françasc Fernández de Xátiva y Contreras |                                                                                        | 1763-1771                         |
| Joaquín de Santiyán y Valdivielso        |                                                                                        | 1772-1779                         |
|                                          | Luís XVI, Rei de França                                                                | 1774-1792                         |
| Juan de García y Montenegro              |                                                                                        | 1780-1783                         |
| Josep de Boltas                          |                                                                                        | 1785-1795                         |
| Francisco Antonio da Dueña y Cisneros    |                                                                                        | 1797-1816                         |
|                                          | Napoleão I, Imperador dos franceses                                                    | 1806-1814                         |
|                                          | Luís XVIII, Rei de França                                                              | 1814-1815                         |
|                                          | Napoleão I, Imperador                                                                  | 1815                              |
|                                          | Luís XVIII, Rei de França                                                              | 1815-1824                         |
| Bernat Francés y Caballero               |                                                                                        | 1817-1824                         |
|                                          | Carlos X, Rei de França                                                                | 1824-1830                         |
| Bonifaci López y Pulido                  |                                                                                        | 1824-1827                         |
| Simó de Guardiola y Hortoneda            |                                                                                        | 1827-1851                         |
|                                          | Luís Filipe I de França, Rei dos franceses                                             | 1830-1848                         |
|                                          | Luís-Napoleão Bonaparte,                                                               | 1848-1852                         |
|                                          | Napoleão III, Imperador dos franceses                                                  | 1852-1870                         |
| Josep Caixal i Estradé                   |                                                                                        | 1853-1879                         |
|                                          | Adolphe Thiers, Presidente da República                                                | 1871-1873                         |
|                                          | Patrice de Mac-Mahon, Presidente da República                                          | 1873-1879                         |
|                                          | Jules Grevy, Presidente da República                                                   | 1879-1887                         |
| Salvador Casañas y Pagés                 |                                                                                        | 1879-1901                         |
|                                          | Marie François Sadi Carnot, Presidente da República                                    | 1887-1894                         |
|                                          | Juan Casimir-Périer, Presidente da República                                           | 1894-1895                         |
|                                          | Félix Faure, Presidente da República                                                   | 1895-1899                         |
|                                          | Émile Loubet, Presidente da República                                                  | 1899-1906                         |
| Ramon Riu i Cabanes                      |                                                                                        | 1901                              |
| Joan Josep Laguarda i Fenollera          |                                                                                        | 1905-1906                         |
|                                          | Armand Fallières, Presidente da República                                              | 1906-1913                         |
| Joan Benlloch i Vivó                     |                                                                                        | 1906-1919                         |
|                                          | Raymond Poincaré, Presidente da República                                              | 1913-1920                         |
| Justí Guitart i Vilardebó                |                                                                                        | 1920-1940                         |
|                                          | Paul Deschanel, Presidente da República                                                | 1920                              |
|                                          | Alexandre Millerand, Presidente da República                                           | 1920-1924                         |
|                                          | Gaston Doumergue, Presidente da República                                              | 1924-1931                         |
|                                          | Paul Doumer, Presidente da República                                                   | 1931-1932                         |
|                                          | Albert Lebrun, Presidente da República                                                 | 1932-1940                         |
|                                          | Philippe Pétain, chefe do Estado francês                                               | 1940-1944                         |
| Ramón Iglesias y Navarri                 |                                                                                        | 1942-1969                         |
|                                          | Charles de Gaulle, Presidente do governo provisório da República                       | 1944-1946                         |
|                                          | Félix Gouin, Presidente do governo provisório da República                             | 1946                              |
|                                          | Georges Bidault, Presidente do governo provisório da República                         | 1946                              |
|                                          | Léon Blum, Presidente do governo provisório da República                               | 1946-1947                         |
|                                          | Vincent Auriol, Presidente da República                                                | 1947-1954                         |
|                                          | René Coty, Presidente da República                                                     | 1954-1959                         |
|                                          | Charles de Gaulle, Presidente da República                                             | 1959-1969                         |
| Ramón Malla Call                         |                                                                                        | 1969-1971                         |
|                                          | Georges Pompidou, Presidente da República                                              | 1969-1974                         |
| Joan Martí Alanis                        |                                                                                        | 1971-2005                         |
|                                          | Valéry Giscard d'Estaing, Presidente da República                                      | 1974-1981                         |
|                                          | François Mitterrand, Presidente da República                                           | 1981-1995                         |
|                                          | Jacques Chirac, Presidente da República                                                | 1995-2007                         |
| Joan Enric Vives i Sicília               |                                                                                        | 2005-2025                         |
|                                          | Nicolas Sarkozy, Presidente da República                                               | 2007 - 2012                       |
|                                          | François Hollande, Presidente da República                                             | 2012 - 2017                       |
|                                          | Emmanuel Macron, Presidente da República                                               | 2017 - presente                   |
| Josep-Lluís Serrano Pentinat             |                                                                                        | 2025 - presente                   |